# Issoria transversa
Issoria transversa är en fjärilsart som beskrevs av Barend J. Lempke 1956. Issoria transversa ingår i släktet Issoria och familjen praktfjärilar. Inga underarter finns listade i Catalogue of Life.